# Skånings, Vilske och Valle domsagas valkrets
Skånings, Vilske och Valle domsagas valkrets var vid riksdagsvalen till andra kammaren 1866–1908 en egen valkrets med ett mandat. Valkretsen, som omfattade Skånings, Vilske och Valle härader, avskaffades vid riksdagsvalet 1911 och uppgick tillsammans med ett flertal andra valkretsar i Skaraborgs läns södra valkrets.

## Riksdagsmän
- Herman Gyllenhaal (1867–20/2 1869)
- Sven Brolin (1870–1873)
- Johan Boström, lmp  (1874–1884)
- Elias Fredholm, lmp 1885–1887, nya lmp 1888–1894, lmp 1895–1896 (1885–1896)
- David Holmgren, lmp 1897–1899, lib s 1900–1906 (11/2 1897–24/2 1906; avsatt från riksdagsmandatet)
- Sven Johan Larsson, lmp  (31/3 1906–1911)

## Valresultat

### 1896
| Andrakammarvalet i Sverige 1896: Skånings, Vilske och Valle domsagas valkrets | Andrakammarvalet i Sverige 1896: Skånings, Vilske och Valle domsagas valkrets | Andrakammarvalet i Sverige 1896: Skånings, Vilske och Valle domsagas valkrets | Andrakammarvalet i Sverige 1896: Skånings, Vilske och Valle domsagas valkrets | Andrakammarvalet i Sverige 1896: Skånings, Vilske och Valle domsagas valkrets |
| Kandidat                                                                      | Kandidat                                                                      | Röster                                                                        | Röster                                                                        | Röster                                                                        |
| Kandidat                                                                      | Kandidat                                                                      | Antal                                                                         | %                                                                             | +− %                                                                          |
| ----------------------------------------------------------------------------- | ----------------------------------------------------------------------------- | ----------------------------------------------------------------------------- | ----------------------------------------------------------------------------- | ----------------------------------------------------------------------------- |
|                                                                               | David Holmgren                                                                | 269                                                                           | 50,9                                                                          |                                                                               |
|                                                                               | Elias Fredholm                                                                | 256                                                                           | 48,5                                                                          |                                                                               |
|                                                                               | Övrig kandidat                                                                | 3                                                                             | 0,6                                                                           |                                                                               |
| Antal giltiga röster                                                          | Antal giltiga röster                                                          | 528                                                                           |                                                                               |                                                                               |
| Kasserade röster                                                              | Kasserade röster                                                              | 59                                                                            |                                                                               |                                                                               |
| Totalt                                                                        | Totalt                                                                        | 587                                                                           |                                                                               |                                                                               |

| Andrakammarvalet i Sverige 1896: Skånings, Vilske och Valle domsagas valkrets | Andrakammarvalet i Sverige 1896: Skånings, Vilske och Valle domsagas valkrets | Andrakammarvalet i Sverige 1896: Skånings, Vilske och Valle domsagas valkrets | Andrakammarvalet i Sverige 1896: Skånings, Vilske och Valle domsagas valkrets | Andrakammarvalet i Sverige 1896: Skånings, Vilske och Valle domsagas valkrets |
| Kandidat                                                                      | Kandidat                                                                      | Röster                                                                        | Röster                                                                        | Röster                                                                        |
| Kandidat                                                                      | Kandidat                                                                      | Antal                                                                         | %                                                                             | +− %                                                                          |
| ----------------------------------------------------------------------------- | ----------------------------------------------------------------------------- | ----------------------------------------------------------------------------- | ----------------------------------------------------------------------------- | ----------------------------------------------------------------------------- |
|                                                                               | David Holmgren                                                                | 658                                                                           | 55,7                                                                          |                                                                               |
|                                                                               | Elias Fredholm                                                                | 520                                                                           | 44,1                                                                          |                                                                               |
|                                                                               | Övrig kandidat                                                                | 2                                                                             | 0,2                                                                           |                                                                               |
| Antal giltiga röster                                                          | Antal giltiga röster                                                          | 1 180                                                                         |                                                                               |                                                                               |
| Kasserade röster                                                              | Kasserade röster                                                              | 2                                                                             |                                                                               |                                                                               |
| Totalt                                                                        | Totalt                                                                        | 1 182                                                                         |                                                                               |                                                                               |

### 1899
| Andrakammarvalet i Sverige 1899: Skånings, Vilske och Valle domsagas valkrets | Andrakammarvalet i Sverige 1899: Skånings, Vilske och Valle domsagas valkrets | Andrakammarvalet i Sverige 1899: Skånings, Vilske och Valle domsagas valkrets | Andrakammarvalet i Sverige 1899: Skånings, Vilske och Valle domsagas valkrets | Andrakammarvalet i Sverige 1899: Skånings, Vilske och Valle domsagas valkrets |
| Kandidat                                                                      | Kandidat                                                                      | Röster                                                                        | Röster                                                                        | Röster                                                                        |
| Kandidat                                                                      | Kandidat                                                                      | Antal                                                                         | %                                                                             | +− %                                                                          |
| ----------------------------------------------------------------------------- | ----------------------------------------------------------------------------- | ----------------------------------------------------------------------------- | ----------------------------------------------------------------------------- | ----------------------------------------------------------------------------- |
|                                                                               | David Holmgren                                                                | 594                                                                           | 56,2                                                                          |                                                                               |
|                                                                               | J.A. Johansson i Skälf                                                        | 453                                                                           | 42,9                                                                          |                                                                               |
|                                                                               | Övriga kandidater                                                             | 10                                                                            | 0,9                                                                           |                                                                               |
| Antal giltiga röster                                                          | Antal giltiga röster                                                          | 1 057                                                                         |                                                                               |                                                                               |
| Kasserade röster                                                              | Kasserade röster                                                              | 0                                                                             |                                                                               |                                                                               |
| Totalt                                                                        | Totalt                                                                        | 1 057                                                                         |                                                                               |                                                                               |

Valet ägde rum den 30 augusti 1899. Valdeltagandet var 52,5%.

### 1902
| Andrakammarvalet i Sverige 1902: Skånings, Vilske och Valle domsagas valkrets | Andrakammarvalet i Sverige 1902: Skånings, Vilske och Valle domsagas valkrets | Andrakammarvalet i Sverige 1902: Skånings, Vilske och Valle domsagas valkrets | Andrakammarvalet i Sverige 1902: Skånings, Vilske och Valle domsagas valkrets | Andrakammarvalet i Sverige 1902: Skånings, Vilske och Valle domsagas valkrets |
| Kandidat                                                                      | Kandidat                                                                      | Röster                                                                        | Röster                                                                        | Röster                                                                        |
| Kandidat                                                                      | Kandidat                                                                      | Antal                                                                         | %                                                                             | +− %                                                                          |
| ----------------------------------------------------------------------------- | ----------------------------------------------------------------------------- | ----------------------------------------------------------------------------- | ----------------------------------------------------------------------------- | ----------------------------------------------------------------------------- |
|                                                                               | David Holmgren                                                                | 719                                                                           | 59,4                                                                          | ▲3,2                                                                          |
|                                                                               | N.J. Carlsten                                                                 | 485                                                                           | 40,1                                                                          |                                                                               |
|                                                                               | Övriga kandidater                                                             | 6                                                                             | 0,5                                                                           |                                                                               |
| Antal giltiga röster                                                          | Antal giltiga röster                                                          | 1 210                                                                         |                                                                               |                                                                               |
| Kasserade röster                                                              | Kasserade röster                                                              | 3                                                                             |                                                                               |                                                                               |
| Totalt                                                                        | Totalt                                                                        | 1 213                                                                         |                                                                               |                                                                               |

Valet ägde rum den 14 september 1902. Valdeltagandet var 59,8%.

### 1905
| Andrakammarvalet i Sverige 1905: Skånings, Vilske och Valle domsagas valkrets | Andrakammarvalet i Sverige 1905: Skånings, Vilske och Valle domsagas valkrets | Andrakammarvalet i Sverige 1905: Skånings, Vilske och Valle domsagas valkrets | Andrakammarvalet i Sverige 1905: Skånings, Vilske och Valle domsagas valkrets | Andrakammarvalet i Sverige 1905: Skånings, Vilske och Valle domsagas valkrets |
| Kandidat                                                                      | Kandidat                                                                      | Röster                                                                        | Röster                                                                        | Röster                                                                        |
| Kandidat                                                                      | Kandidat                                                                      | Antal                                                                         | %                                                                             | +− %                                                                          |
| ----------------------------------------------------------------------------- | ----------------------------------------------------------------------------- | ----------------------------------------------------------------------------- | ----------------------------------------------------------------------------- | ----------------------------------------------------------------------------- |
|                                                                               | David Holmgren                                                                | 609                                                                           | 54,1                                                                          | ▼5,3                                                                          |
|                                                                               | A.G. Johansson i Skår                                                         | 493                                                                           | 43,8                                                                          |                                                                               |
|                                                                               | Övriga kandidater                                                             | 23                                                                            | 2,1                                                                           |                                                                               |
| Antal giltiga röster                                                          | Antal giltiga röster                                                          | 1 125                                                                         |                                                                               |                                                                               |
| Kasserade röster                                                              | Kasserade röster                                                              | 33                                                                            |                                                                               |                                                                               |
| Totalt                                                                        | Totalt                                                                        | 1 158                                                                         |                                                                               |                                                                               |

Valet ägde rum den 10 september 1905. Valdeltagandet var 55,6%.

### 1908
| Andrakammarvalet i Sverige 1908: Skånings, Vilske och Valle domsagas valkrets | Andrakammarvalet i Sverige 1908: Skånings, Vilske och Valle domsagas valkrets | Andrakammarvalet i Sverige 1908: Skånings, Vilske och Valle domsagas valkrets | Andrakammarvalet i Sverige 1908: Skånings, Vilske och Valle domsagas valkrets | Andrakammarvalet i Sverige 1908: Skånings, Vilske och Valle domsagas valkrets |
| Kandidat                                                                      | Kandidat                                                                      | Röster                                                                        | Röster                                                                        | Röster                                                                        |
| Kandidat                                                                      | Kandidat                                                                      | Antal                                                                         | %                                                                             | +− %                                                                          |
| ----------------------------------------------------------------------------- | ----------------------------------------------------------------------------- | ----------------------------------------------------------------------------- | ----------------------------------------------------------------------------- | ----------------------------------------------------------------------------- |
|                                                                               | Sven Johan Larsson                                                            | 627                                                                           | 55,6                                                                          |                                                                               |
|                                                                               | Erik Stenholm (liberal)                                                       | 500                                                                           | 44,3                                                                          |                                                                               |
|                                                                               | Övriga kandidater                                                             | 1                                                                             | 0,1                                                                           |                                                                               |
| Antal giltiga röster                                                          | Antal giltiga röster                                                          | 1 128                                                                         |                                                                               |                                                                               |
| Kasserade röster                                                              | Kasserade röster                                                              | 2                                                                             |                                                                               |                                                                               |
| Totalt                                                                        | Totalt                                                                        | 1 130                                                                         |                                                                               |                                                                               |

Valet ägde rum den 6 september 1908. Valdeltagandet var 51,2%.